# Publius Cornelius Scapula
Publius Cornelius Scapula war ein römischer Senator und Politiker. Er gehörte zur Gens der Cornelier. 328 v. Chr. bekleidete er nach der Überlieferung bei Titus Livius zusammen mit Publius Plautius Proculus das Konsulat. In diesem Jahr soll die Kolonie Fregellae gegründet worden sein.
Das Cognomen ist nicht völlig geklärt, andere Überlieferungen nennen „Scipio Barbatus“.